# 栃木県道175号山形寺岡線
栃木県道175号山形寺岡線（とちぎけんどう175ごう やまがたてらおかせん）は、栃木県佐野市と足利市を結ぶ一般県道である。

## 路線概要
- 指定：1976年（昭和51年）1月16日
- 距離：8.446km
- 起点：栃木県佐野市山形町（栃木県道66号桐生田沼線交点）
- 終点：栃木県足利市寺岡町（寺岡町交差点＝栃木県道67号桐生岩舟線交点）

## 通過自治体
- 栃木県
  - 佐野市 - 足利市

## 交差する主な道路
- 北関東自動車道 出流原スマートIC（佐野市出流原町）
- 国道293号（佐野市出流原町・山形入口交差点 - 出流原歩道橋交差点：重複区間）
- 栃木県道237号赤見本町線（佐野市赤見町）